# Doug Chandler
John Douglas Chandler (Salinas, 27 settembre 1965) è un pilota motociclistico statunitense.

## Carriera
Chandler è uno dei 4 piloti della storia dell'AMA a vincere il cosiddetto "AMA Grand Slam", cioè a vincere il miglio, il mezzo miglio, lo short track, il TT racing e le gare su asfalto. È stato inserito nella Motorcycle Hall of Fame nel 2006.
Dopo i successi nel motocross inizia a competere nelle gare sugli ovali del dirt track. Nel 1983 ottiene il riconoscimento di esordiente dell'anno in AMA. La sua prima gara su asfalto risale al 1988 nella gara di Mid-Ohio, nella classe Pro-Twins. Il suo primo titolo nella AMA Superbike è del 1990, in sella a una Kawasaki del team Muzzy. Nello stesso anno ottiene anche due vittorie nel campionato mondiale Superbike, a Brainerd e a Sugo.
Nella stagione 1991 si trasferisce nel motomondiale, approdando al Team Roberts Yamaha Castrol, gli viene affidata una Yamaha YZR 500. Al suo primo anno ottenne un buon nono posto assoluto in classifica generale. Per l'anno successivo accetta l'ingaggio della Suzuki e a fine campionato si classifica quinto, subito dietro il compagno di squadra Kevin Schwantz. Chandler gareggia le stagioni 1993 e 1994 per la squadra Cagiva. Inizia il 1993 con un podio in Australia ma poi non ottiene altri risultati di rilievo in stagione.
Terminata la stagione 1994 lascia il motomondiale e ritorna in AMA Superbike con una Harley-Davidson. Dopo un anno passato a sviluppare le Harley Davidson da superbike, ritorna a correre per il team Muzzy per il 1996 e vince i titoli '96 e 1997 dell'AMA Superbike. Con questi risultati affianca Fred Merkel e Reg Pridmore tra i vincitori di 3 campionati AMA Superbike.
Malgrado una brutta caduta nella gara del mondiale Superbike a Laguna Seca nel 1998, finisce 2º assoluto dietro Ben Bostrom nell'AMA Superbike. Rimane in Kawasaki fino al 2002, prima di passare alla Ducati per il suo ultimo anno di corse. Nel 2003 partecipa alla gara inaugurale del campionato AMA Supermoto mostrando la sua versatilità ha vinto la gara anche in questa categoria.
Il 22 luglio 2007 ha corso la tappa di Laguna Seca del campionato AMA Superbike anche se non partecipa più continuativamente a nessun campionato dedicandosi all'attività di istruttore nei corsi sull'utilizzo della moto.

## Vita privata
È sposato con Sheri Griffiths, che ha incontrato quando il padre di lei lavorava per la squadra Honda del campionato dirt bike. Alla loro figlia hanno dato nome Rainey, in omaggio al campione del mondo della classe 500 Wayne Rainey.

## Risultati in gara

### Campionato mondiale Superbike
| 1989 | Moto     |  |  |  |  |  |  |    |    |  |  |  |  |  |  |  |  |  |  |  |  |  |  |  |  |  |  | Punti | Pos. |
| ---- | -------- |  |  |  |  |  |  | -- | -- |  |  |  |  |  |  |  |  |  |  |  |  |  |  |  |  |  |  | ----- | ---- |
| 1989 | Kawasaki |  |  |  |  |  |  | NP | 12 |  |  |  |  |  |  |  |  |  |  |  |  |  |  |  |  |  |  | 4     | 69º  |

| 1990 | Moto     |  |  |  |  |  |  |  |  |  |  |   |   |  |  |   |   |  |  |  |  |  |  |  |  |  |  | Punti | Pos. |
| ---- | -------- |  |  |  |  |  |  |  |  |  |  | - | - |  |  | - | - |  |  |  |  |  |  |  |  |  |  | ----- | ---- |
| 1990 | Kawasaki |  |  |  |  |  |  |  |  |  |  | 3 | 1 |  |  | 3 | 1 |  |  |  |  |  |  |  |  |  |  | 70    | 15º  |

| 1996 | Moto     |  |  |  |  |  |  |  |  |  |  |     |   |  |  |  |  |  |  |  |  |  |  |  |  |  |  | Punti | Pos. |
| ---- | -------- |  |  |  |  |  |  |  |  |  |  | --- | - |  |  |  |  |  |  |  |  |  |  |  |  |  |  | ----- | ---- |
| 1996 | Kawasaki |  |  |  |  |  |  |  |  |  |  | Rit | 6 |  |  |  |  |  |  |  |  |  |  |  |  |  |  | 10    | 29º  |

| 1997 | Moto     |  |  |  |  |  |  |  |  |  |  |   |     |  |  |  |  |  |  |  |  |  |  |  |  |  |  | Punti | Pos. |
| ---- | -------- |  |  |  |  |  |  |  |  |  |  | - | --- |  |  |  |  |  |  |  |  |  |  |  |  |  |  | ----- | ---- |
| 1997 | Kawasaki |  |  |  |  |  |  |  |  |  |  | 5 | Rit |  |  |  |  |  |  |  |  |  |  |  |  |  |  | 11    | 35º  |

| 1998 | Moto     |  |  |  |  |  |  |  |  |  |  |  |  |  |  |   |    |  |  |  |  |  |  |  |  |  |  | Punti | Pos. |
| ---- | -------- |  |  |  |  |  |  |  |  |  |  |  |  |  |  | - | -- |  |  |  |  |  |  |  |  |  |  | ----- | ---- |
| 1998 | Kawasaki |  |  |  |  |  |  |  |  |  |  |  |  |  |  | 3 | NP |  |  |  |  |  |  |  |  |  |  | 8     | 32º  |

| 2001 | Moto     |  |  |  |  |  |  |  |  |  |  |  |  |  |  |  |  |   |     |  |  |  |  |  |  |  |  | Punti | Pos. |
| ---- | -------- |  |  |  |  |  |  |  |  |  |  |  |  |  |  |  |  | - | --- |  |  |  |  |  |  |  |  | ----- | ---- |
| 2001 | Kawasaki |  |  |  |  |  |  |  |  |  |  |  |  |  |  |  |  | 9 | Rit |  |  |  |  |  |  |  |  | 7     | 35º  |

| 2002 | Moto   |  |  |  |  |  |  |  |  |  |  |  |  |  |  |  |  |    |   |  |  |  |  |  |  |  |  | Punti | Pos. |
| ---- | ------ |  |  |  |  |  |  |  |  |  |  |  |  |  |  |  |  | -- | - |  |  |  |  |  |  |  |  | ----- | ---- |
| 2002 | Ducati |  |  |  |  |  |  |  |  |  |  |  |  |  |  |  |  | 13 | 9 |  |  |  |  |  |  |  |  | 10    | 32º  |

| Legenda | 1º posto        | 2º posto            | 3º posto           | A punti      | Senza punti        | Grassetto – Pole position Corsivo – Giro più veloce |
| Legenda | Gara non valida | Non qual./Non part. | Ritirato/Non class | Squalificato | '-' Dato non disp. | Grassetto – Pole position Corsivo – Giro più veloce |

### Motomondiale
| 1991 | Classe | Moto   |    |    |     |    |   |   |   |   |    |   |     |   |    |   |     | Punti | Pos. |
| ---- | ------ | ------ | -- | -- | --- | -- | - | - | - | - | -- | - | --- | - | -- | - | --- | ----- | ---- |
| 1991 | 500    | Yamaha | 11 | 12 | Rit | 10 | 6 | 9 | 7 | 9 | 11 | 6 | Rit | 9 | 10 | 7 | Rit | 85    | 9º   |

| 1992 | Classe | Moto   |   |   |   |    |   |   |   |     |   |     |     |   |   |  |  | Punti | Pos. |
| ---- | ------ | ------ | - | - | - | -- | - | - | - | --- | - | --- | --- | - | - |  |  | ----- | ---- |
| 1992 | 500    | Suzuki | 2 | 5 | 5 | 10 | 4 | 3 | 8 | Rit | 2 | Rit | Rit | 3 | 4 |  |  | 94    | 5º   |

| 1993 | Classe | Moto   |   |   |    |     |   |   |   |     |    |    |   |    |     |   |  | Punti | Pos. |
| ---- | ------ | ------ | - | - | -- | --- | - | - | - | --- | -- | -- | - | -- | --- | - |  | ----- | ---- |
| 1993 | 500    | Cagiva | 3 | 9 | 11 | Rit | 8 | 6 | 4 | Rit | NP | NP | 9 | 10 | Rit | 5 |  | 83    | 10º  |

| 1994 | Classe | Moto   |   |   |    |   |     |   |   |     |     |   |     |   |   |    |  | Punti | Pos. |
| ---- | ------ | ------ | - | - | -- | - | --- | - | - | --- | --- | - | --- | - | - | -- |  | ----- | ---- |
| 1994 | 500    | Cagiva | 9 | 9 | 10 | 7 | Rit | 7 | 6 | Rit | Rit | 5 | Rit | 5 | 2 | 10 |  | 96    | 9º   |

| Legenda | 1º posto        | 2º posto            | 3º posto            | A punti      | Senza punti        | Grassetto – Pole position Corsivo – Giro più veloce |
| Legenda | Gara non valida | Non qual./Non part. | Ritirato/Non class. | Squalificato | '-' Dato non disp. | Grassetto – Pole position Corsivo – Giro più veloce |